# Cantone di Janzé
Il Cantone di Janzé è una divisione amministrativa dell'arrondissement di Rennes.
A seguito della riforma approvata con decreto del 18 febbraio 2014, che ha avuto attuazione dopo le elezioni dipartimentali del 2015, è passato da 6 a 10 comuni.

## Composizione
I 6 comuni facenti parte prima della riforma del 2014 erano:
- Amanlis
- Boistrudan
- Brie
- Corps-Nuds
- Janzé
- Piré-sur-Seiche

Dal 2015 i comuni appartenenti al cantone sono i seguenti 10:
- Amanlis
- Bourgbarré
- Brie
- Corps-Nuds
- Janzé
- Nouvoitou
- Orgères
- Saint-Armel
- Saint-Erblon
- Vern-sur-Seiche